# Kirghizistan aux Jeux olympiques d'hiver de 2002
Le Kirghizistan participe aux Jeux olympiques d'hiver de 2002 à Salt Lake City.

## Athlètes engagés
Deux athlètes représentent le Kirghizistan durant ces Jeux, le biathlète Aleksandr Tropnikov et le sauteur à ski Dmitriy Chvykov.